# Zasłonak olszynowy

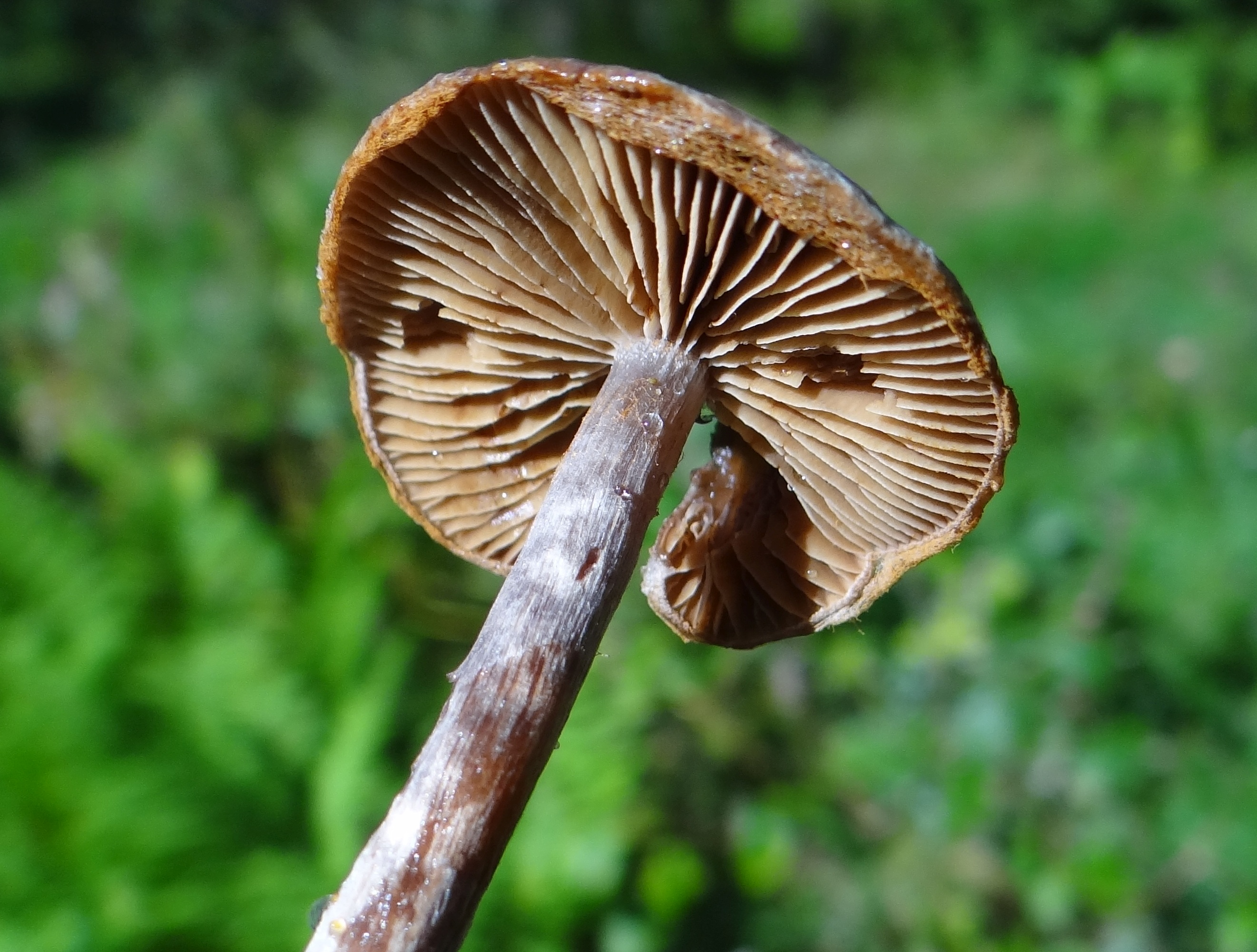
Morfologia

Zasłonak olszynowy (Cortinarius iliopodius (Bull.) Fr.) – gatunek grzybów należący do rodziny zasłonakowatych (Cortinariaceae).

## Systematyka i nazewnictwo
Pozycja w klasyfikacji według Index Fungorum: Cortinarius, Cortinariaceae, Agaricales, Agaricomycetidae, Agaricomycetes, Agaricomycotina, Basidiomycota, Fungi.
Po raz pierwszy opisał go w 1793 r. Jean Baptiste François Pierre Bulliard, nadając mu nazwę Agaricus iliopodius. Obecną nazwę nadał mu w 1838 r. Elias Fries, przenosząc go do rodzaju Cortinarius.
Synonimy:

- Agaricus iliopodius Bull. 1793
- Cortinarius alnetorum (Velen.) M.M. Moser 1967
- Cortinarius alnetorum (Velen.) M.M. Moser 1967 f. alnetorum
- Cortinarius alnetorum f. iliopodius (Bull.) A. de Haan & Volders 2004
- Hydrocybe alnetorum (Velen.) M.M. Moser 1953
- Hydrocybe iliopodia (Bull.) M.M. Moser 1953
- Telamonia alnetorum Velen. 1921
- Telamonia iliopodia (Bull.) Wünsche 1877

Nazwę polską nadał mu Władysław Wojewoda w 1999 r., Andrzej Nespiak w 1981 r. opisywał go jako zasłonak nibyolszowy.

## Morfologia
Kapelusz
Średnica 1–4 cm. Początkowo dzwonkowaty z podwiniętym brzegiem, potem płaskowypukły. Jest higrofaniczny; w zależności od stopnia nasycenia wodą ma barwę od żółtobrązowej do brązowoszarej, a nawet brązowoczarnej. Powierzchnia matowa z resztkami filcowatej, włóknistej zasnówki.
Blaszki
Wąsko przyrośnięte, rzadkie. U młodych owocników jasnobrązowo-szare, u starszych o purpurowym odcieniu, jaśniejsze na ostrzach.
Trzon
Wysokość 3–8 cm, grubość 2–5 mm, walcowaty, równogruby. Powierzchnia pokryta jasnymi włókienkami, czasem purpurowa u góry, ciemniejąca w dół, pokryta białymi resztkami zasnówki ciemniejącymi z wiekiem.
Miąższ
Ciemny, brązowo-szary, czasem na szczycie trzonu purpurowy, u podstawy ciemnoczerwony.
Cechy mikroskopowe
Zarodniki o rozmiarach 8,5–10,5 × 5,5, 5 μm, mniej więcej elipsoidalne, nieco brodawkowate.
Gatunki podobne
Charakterystycznymi cechami tego gatunku zasłonaka jest siedlisko, w którym występuje, ciemna barwa, szara zasnówka oraz dość wąskie zarodniki.

## Występowanie i siedlisko
Znane jest jego występowanie w Ameryce Północnej i Europie. W Europie występuje od Hiszpanii przez Anglię po północne krańce Półwyspu Skandynawskiego. Brak informacji o jego występowaniu w Europie Wschodniej i Południowo-wschodniej. W piśmiennictwie naukowym podano wiele jego stanowisk na terenie Polski. Jest jednak rzadki. Znajduje się na Czerwonej liście roślin i grzybów Polski. Ma status E – gatunek wymierający.
Rośnie na ziemi w lasach, zaroślach i parkach pod olszami, zwłaszcza wśród mchów Mnium undulatum. Częściej spotykany jest na terenach podmokłych, na bagnach i w pobliżu strumieni.

## Znaczenie
Grzyb mykoryzowy. Nie zaleca się zbierania w celach spożywczych żadnego gatunku zasłonaka; ich odróżnienie jest trudne, na ogół są to grzyby niejadalne lub trujące, niektóre nawet śmiertelnie.